# Murder, Anyone? (videogioco)
Murder, Anyone? è un videogioco pubblicato alla fine del 1982 per lettori domestici di Laserdisc dalla Vidmax di Cincinnati. È un film interattivo, probabilmente il primo gioco su Laserdisc pubblicato per il mercato casalingo in Occidente.
La trama è un giallo ambientato nel 1936: l'investigatore privato Stew Cavanaugh deve indagare su un omicidio avvenuto nella villa della vittima, con 16 possibili svolgimenti. 
Vedendo i filmati in inglese ed esaminando gli indizi, selezionabili da menù in tre diverse videate, i giocatori devono cercare di indovinare, con un principio simile al gioco da tavolo Cluedo, il colpevole, il metodo di uccisione e il movente.
Murder, Anyone? è il primo gioco della serie di gialli Mystery Disc (o MysteryDisc), seguito nel 1983 da Many Roads to Murder. Erano previsti cinque titoli, ma la serie si fermò al secondo.